# بولوتسي
بولوتسي (بالبرتغالية: Polozzi‏) (مواليد 1 أكتوبر 1955) هو لاعب كرة قدم. يلعب مع منتخب البرازيل لكرة القدم. سبق له أن لعب في كأس العالم لكرة القدم مع منتخب بلاده.

## روابط خارجية
- بولوتسي على موقع الاتحاد الدولي (مؤرشف)  (الإنجليزية)